# Лясково (област Бургас)
Вижте пояснителната страница за други значения на Лясково.
Ля̀сково е село в Югоизточна България, община Айтос, област Бургас.

## География
Село Лясково се намира на около 4 km североизточно от общинския център град Айтос. Разположено е в западната част на Айтоска планина, по склон с преобладаващ слаб наклон на юг. Надморската височина в северния край на селото е около 250 – 260 m, в южния и югоизточния – около 230 – 240 m, а в центъра при църквата – около 243 m. Общински път го свързва с Айтос.

## История
Източно от Лясково е имало черкезко село, чиито жители се изселват през 1878 г. Местността, където е било, носи името „Черкез кьой“.
След края на Руско-турската война 1877 – 1878 г., по Берлинския договор село Лясково остава на територията на Източна Румелия. От 1885 г. – след Съединението, то се намира в България с името А̀птаразак. Преименувано е на Лясково през 1934 г.
През 1899 г. е създадено Народното основно училище „Васил Друмев“. Училището е закрито (предполагаемо през 1949 г.).
От периода 1948 – 1957 г. в Държавния архив – Бургас се съхраняват документи на/за Трудово кооперативно земеделско стопанство (ТКЗС) „Станке Димитров“ – с. Лясково, Бургаско След 1957 г. ТКЗС „Станке Димитров“ се влива в Обединено трудово кооперативно земеделско стопанство (ОТКЗС) „В. И. Ленин“ – Айтос.

## Население
Населението на Лясково намалява постепенно от 833 души към 1946 г. до 128 (по текущата демографска статистика за населението) към 2018 г.

### Етнически състав
Преброяване на населението през 2011 г.
Численост и дял на етническите групи според преброяването на населението през 2011 г.:
|                     | Численост |
| Общо                | 131       |
| Българи             | 127       |
| Турци               | -         |
| Цигани              | -         |
| Други               | 3         |
| Не се самоопределят | -         |
| Неотговорили        | -         |

## Религии
В село Лясково се изповядва православно християнство.

## Обществени институции
В село Лясково към 2020 г. има действаща само на големи религиозни празници православна църква „Свети Архангел Михаил“.

## Природни и културни забележителности
На площада, в градинката на селото, има паметни плочи, поставени върху каменен блок с височина 2,5 m и ширина 1,5 m, посветени на загиналите във войните: Балканска война; Първа световна война; Отечествена война 1944 – 1945 г. Има списък на загиналите.